# Pristiophorus cirratus
Lo squalo sega nasolungo (pristiophorus cirratus
(Latham, 1794)) è un squalo della famiglia dei Pristiophoridae.